# Kuizu Kingu obu Faitāzu
Kuizu Kingu obu Faitāzu (クイズ キング・オブ・ファイターズ? lett. "Quiz King of Fighters") è un videogioco arcade per il Neo Geo di genere quiz, sviluppato da Saurus e pubblicato da SNK nel 1995. È uno spin-off della serie di The King of Fighters, sebbene in esso non appaiono personaggi noti come Kyo Kusanagi.
Come la maggioranza dei titoli a quiz giapponesi da sala (eccetto solo Quiz & Dragons: Capcom Quiz Game), non venne mai distribuito al di fuori del Giappone e non è mai stato tradotto in altre lingue.

## Trama
Yuri Sakazaki viene rapita da qualcuno chiamato Q, Imperatore delle Domande, lasciando però una lettera a Ryo che dice: "Fratello! Quiz City è in pericolo!". Q ha creato Grandmar, un dispositivo in grado di deviare le menti a tutte le persone per conquistare il mondo.
Sei coraggiosi guerrieri partono per salvare Yuri, sconfiggendo i subordinati di Q e raggiungendo la posizione del medesimo, dove competono nel Colosseo delle Domande e avanzano alle finali, dove battono il dirigente di Q, che viene poi liberato dal lavaggio del cervello.
Quando il dirigente cerca di attaccare Q, l'armatura che indossava viene distrutta e la sua vera identità viene rivelata, ma si tratta di un vecchio scienziato di nome Kyurich. Questi fugge e usa la sua macchina per trasformarsi in un mostro e attaccare i guerrieri. Il sestetto riesce ad annientare Kyurich, dopodiché distruggono il Grandmar e liberano Yuri.

## Modalità di gioco
Kuizu Kingu obu Faitāzu consta di due principali modalità. Simile a un gioco da tavolo, il giocatore inizia la sessione fermando una roulette e avanzando del numero di caselle indicato. Ogni casella ha un evento diverso che può verificarsi una volta che il giocatore ci arriva. Uno degli scenari include una sfida speciale con due giocatori, in cui il gioco mostrerà un comando sullo schermo e premierà colui che è stato più veloce con un turno gratuito o una vita extra.
Il risultato più comune è una sfida a quiz con uno dei sei protagonisti disponibili tra: Ryo Sakazaki (Art of Fighting), Robert Garcia (Art of Fighting), Terry Bogard (Fatal Fury), Mai Shiranui (Fatal Fury), Haohmaru (Samurai Shodown) e Nakoruru (Samurai Shodown). Le domande con quattro opzioni di risposta spaziano da intrattenimento, sport, politica, geografia e curiosità su SNK sui loro personaggi. Al giocatore viene concesso un breve lasso di tempo per rispondere a ogni domanda. Perde un blocco di vita se sbaglia la risposta o non riesce a rispondere prima che scada il tempo.
Raggiungendo la quota del quiz, il giocatore riceverà denaro o oggetti che gli danno un vantaggio nel quiz, e può acquistare oggetti pagando nei negozi situati al centro della mappa. Tuttavia, c'è un limite al numero di oggetti che potrà possedere.
Anche le sequenze di battaglia seguono il formato del quiz, poiché il giocatore non può ferire i suoi nemici finché non ottiene una risposta corretta. Se egli risponde senza perdere secondi dal contatore, il personaggio selezionato eseguirà un attacco più potente del solito. La percentuale di vita dei nemici varia a seconda del personaggio, incoraggiando i giocatori a dare risposte rapide per terminare rapidamente una partita.

## Accoglienza
In Giappone, la rivista Game Machine elencò Kuizu Kingu obu Faitāzu nel numero del 15 marzo 1995 come la sesta unità arcade di maggior successo del mese.